# 短笛
短笛（piccolo），是長笛家族的一種變種樂器，名稱源自意大利文“flauto piccolo”，長度為普通長笛的一半。音域則比長笛高1個八度，所以部份意大利作曲家亦會以“ottavino”稱呼短笛。

## 構造和定調
和長笛相反，短笛的吹管通常成圓管型，而管身則略帶微錐。最初的短笛是以木製，現時則大都改以塑膠、樹脂、鎳合銀、銀或是天然的木材所製造，或者混合了其中兩種材料，木短笛的音色比金屬短笛的較為圓潤。
現時的短笛幾乎都採用C調，但亦曾出現以D♭定調的短笛，主要用於軍樂團。其中美國作曲家蘇沙的著名進行曲《星條旗頌》（The Stars and Stripes Forever）原譜就是用上了D♭調短笛。

## 音域
一般短笛能吹奏3個八度，由D5至C8（個別型號更可以吹奏D8）。但短笛缺乏長笛的最低音C鍵（個別型號具有低音C鍵），而且短笛的低音區域較暗且不明顯，較少使用。

## 記譜法
短笛屬於高音譜號移調樂器。由於音域太高，以實譜記譜法時需要添加大量的上附加線，於是記譜法採用低1個八度。它的指法基本上和長笛相同，但同時亦存在很多交替的指法以作調整它們特有的音高的頻率。

## 運用
由於短笛的聲音是高音域，所以能做出尖銳而帶刺耳的聲音。因此，它最初常被用作伴奏樂器使用，作為「裝飾」樂曲之用。但是，在巴洛克時期，已經出現了很多為短笛而寫的協奏曲及獨奏曲，其中包括佩尔西凯蒂（Persichetti）和韋瓦第（Vivaldi）等。（可是韋瓦第的短笛協奏曲，起初是寫給超高音直笛的）。而其中最早將短笛運用於管絃樂團的作品，包括有貝多芬《第5號交響曲》。
現在，短笛已成為交響樂團中的常規木管樂器，一般由第3長笛手兼任，在某些樂曲如馬勒、蕭士達高維契的部份交響曲，甚至如葛利格《第二皮爾金組曲》（Peer Gynt Suite）等，更會用上多於1支短笛。自浪漫樂派後期起，更常出現有短笛的獨立聲部（例如柴可夫斯基的《第3號交響曲》，全部5個樂章，短笛手不需兼任長笛）。不過，由於短笛的運唇法和長笛的近似，並不需要分開學習。而短笛的按鍵亦較細小，不常吹奏的會感到困難。
短笛在管絃樂團主要是加強主旋律的突出性，所以常和第1長笛或第1小提琴等樂器作齊奏，另一方面，由於它尖高而具穿透性的音色，有作曲家亦會安排它吹奏獨奏樂段以突顯其獨特性。

## 短笛和鼓笛

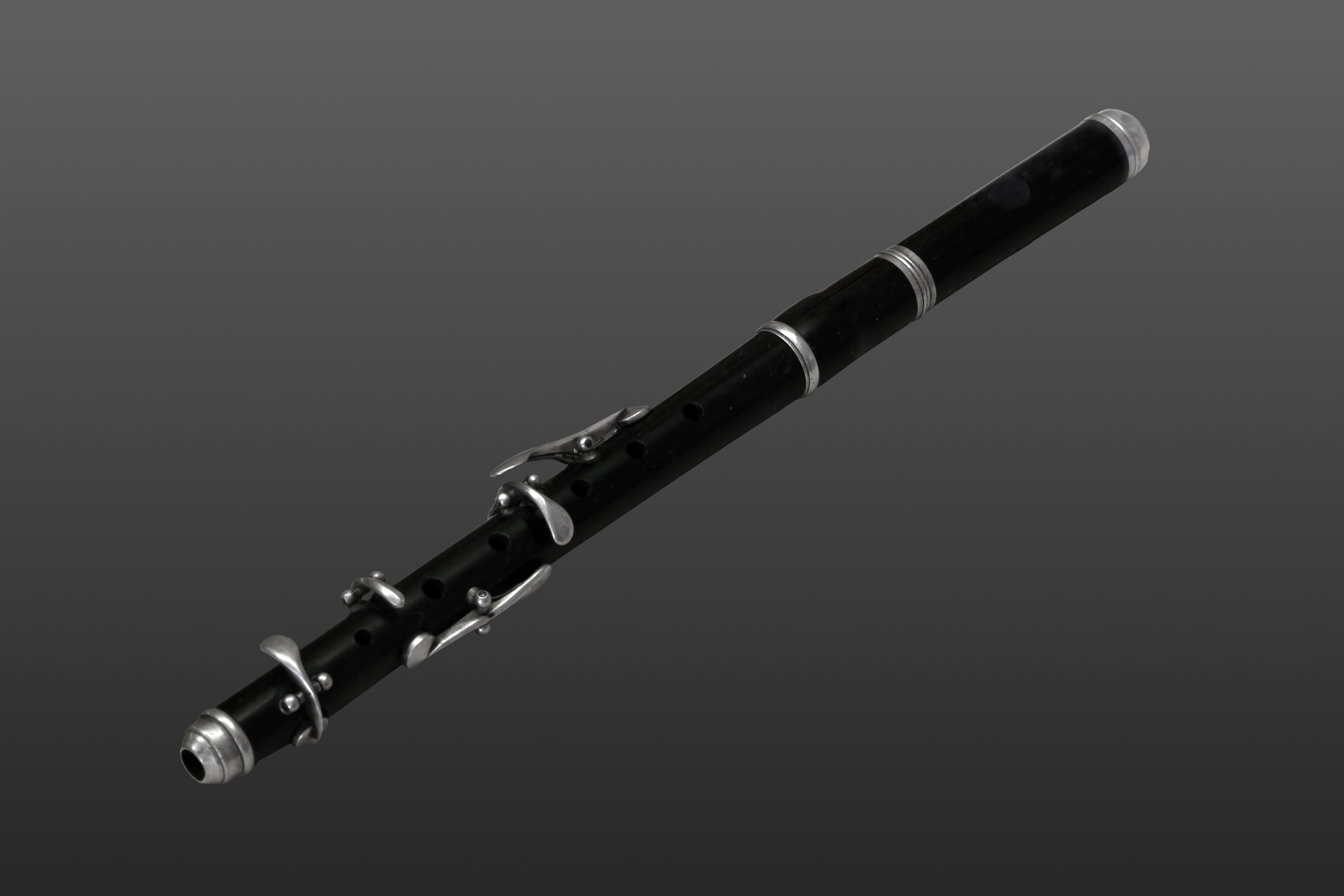
十九世紀製造的鼓笛（fife），可見同時設有按鍵和吹孔。

最初的短笛是沒有按鍵的，這亦是短笛常與另一種同樣是橫吹的鼓笛（fife）混淆。現時在歐洲的一些軍樂隊或民族音樂團仍然會使用鼓笛。雖然新式的鼓笛亦加上了部份按鍵，但主體仍然保留為吹孔。

## 參看
- 高音小號